# منصور بن كدسة
منصور بن كدسة (29 فبراير 1949 -) هو سياسي سعودي وأستاذ جامعي وعضو مجلس الشورى سابقا.

## تعليمه
- حصل علي درجة الدكـتوراة الفلسفة في الإعلام

- حصل علي درجة المــاجستير : إعلام بتقدير ممتاز
- حصل علي شهادة البكلوريا إعلام - شعبة صحافة[3]

## مناصب
- عضو مجلس الشورى اعتباراً من 3/3/1426هـ[4][5]
- مدير عام الدار العربية للطباعة والنشر
- أستاذ الإعلام
- مدير عام شركة الباحة للاستثمار والتنمية (سابقا)
- وكيل لكلية الآداب والعلوم الإنسانية بجامعة الملك عبد العزيز
- رئيس قسم الإعلام بكلية الآداب والعلوم الإنسانية بجامعة الملك عبد العزيز
- رئيس مركز المعارف للدراسات والاستشارات الإعلامية
- الاشراف على دراسات الجدوى الاقتصادية ومن ثم التنفيذ ثم الإدارة لعدد من المشاريع الصناعية والسياحية والعقارية والزراعية والإنتاج الحيواني
- عضوية مجالس ولجان:
- عضو مؤسس بمؤسسة عسير للصحافة والنشر
- رئيس هيئة جائزة التميز الإعلامي.
- نائب رئيس مجلس إدارة الجمعية السعودية للإعلام والاتصال
- عضو مجلس إدارة الدار العربية للطباعة والنشر
- عضو مجلس إدارة صحيفة الوطن السعودية
- عضو لجنة الصناعات الورقية بالغرفة التجارية الصناعية بالرياض
- عضو لجنة التأديب بجامعة الملك عبد العزيز
- عضو الجمعية الدولية للاتصال – كندا
- عضو بلجنتي تطوير الانتساب والتأديب بجامعة الملك عبد العزيز بجدة
- عضو اللجنة الإعلامية بمؤتمر وزراء الإعلام بالدول الإسلامية
- عضو اللجنة الإعلامية بمؤتمر علماء المسلمين برابطة العالم الإسلامي
- شارك في العديد من المؤتمرات والندوات والمنتديات المحلية والعالمية في مجالات الإعلام والسياحة والفكر العربي

## أدبه ومؤلفاته
- دور الاعلام في تحديث المجتمعات النامية
- الأسس العلمية لإدارة المؤسسات الاعلامية
- تقويم أداء أجهزة العلاقات العامة
- اتجاهت الآباء نحو أثر برامج التلفزيون على الأبناء
- موقف رجال الأعمال من الإعلان عن منشآتهم
- اتجاهات رجال الأعمال نحو الإعلان
- نحو دور متطور للعلاقات العامة في قضايا البيئة